# Mezquita Aljama de Isfahán
La Mezquita Aljama (en persa: مسجد جامع‎, Masjid-e-Jāmeh) de Isfahán es la mezquita aljama de la ciudad de Isfahán, capital de la provincia de Isfahán, en Irán. La mezquita es el resultado de la continua construcción, reconstrucción, adiciones y renovaciones en el sitio desde alrededor de 771 hasta finales del siglo XX. El Gran Bazar de Isfahán se encuentra hacia el lado sudoeste de la mezquita.
En 2012, fue incluida en la lista del Patrimonio de la Humanidad de la Unesco, que destacaba:

Situada en el centro histórico de Isfahán, la “Mezquita del Viernes” ilustra de manera sobresaliente la evolución de la arquitectura de mezquitas desde el año 841 d. C. y a lo largo de doce siglos. Es el edificio más antiguo de su estilo en Irán y sirvió como prototipo para varias mezquitas posteriores construidas en Asia Central. El complejo, de una extensión superior a los 20.000 metros cuadrados, es también el primer edificio islámico que adaptó el diseño de un patio con cuatro iwanes propio de los palacios sasánidas a la arquitectura islámica de carácter religioso. Sus cúpulas abovedadas representan una innovación arquitectónica que inspiró a los constructores de otros edificios en la región. El sitio tiene además detalles decorativos representativos de desarrollos estilísticos que abarcan más de mil años de arte islámico.

## Características
Es una de las mezquitas más antiguas aún en pie en Irán, y fue construida en el estilo arquitectónico de cuatro iwanes, disponiendo cuatro pórticos enfrentados dos a dos en un patio. Un iwan es un pórtico monumental abovedado. El iwan de la qibla, en el lado sur de la mezquita, fue abovedado con muqarnas durante el siglo XIII. Las muqarnas o mocárabes son nichos similares a celdas.
La construcción bajo los selyúcidas incluyó la adición de dos cámaras cupuladas de ladrillo por las que es conocida la mezquita. La cúpula sur fue construida para albergar el mihrab en 1086-1087 por Nizam al-Mulk, el famoso visir de Malik Shah, y era más grande que cualquier cúpula conocida en su época. La cúpula del norte se construyó un año más tarde por Taj al-Mulk, el rival de Nizam al-Mulk. La función de esta cámara abovedada es incierta. A pesar de que se dispone a lo largo del eje N-S, se encuentra fuera de los límites de la mezquita. La cúpula fue sin duda construida como una réplica directa a la anterior cúpula sur, y con éxito, reclamando su lugar como una de las obras maestras de la arquitectura persa por su claridad estructural y equilibrio geométrico. También se añadieron iwanes en etapas bajo los selyúcidas, dando a la mezquita su actual forma de cuatro iwanes, un tipo que posteriormente llegó a ser frecuente en Irán y en el resto del mundo islámico.
Respondiendo a las nuevas necesidades funcionales del espacio, a la ambición política, a los acontecimientos religiosos y a los cambios en el gusto, se llevaron a cabo más adiciones y modificaciones incorporando elementos de los mongoles, muzzafaridas, timuridas y safávidas. Es de destacar el elaborado mihrab de estuco esculpido encargado en 1310 por el gobernante mongol Oljaytu, que se encuentra en una sala de oración adyacente construida dentro de la arcada occidental. La intervención safávida fue en gran parte decorativa, con la adición de muqarnas, azulejos vidriados y minaretes que flanquean el iwan sur.
Las cúpulas y muelles que forman el área hipóstila entre los iwanes son de fecha incierta y variados en estilo, inacabadamente modificados con reparaciones, reconstrucciones y ampliaciones.
Los orígenes de esta mezquita se encuentran en el siglo VIII, pero se quemó y fue reconstruida de nuevo en el siglo XI durante la dinastía selyúcida y pasaron por la remodelación muchas veces. Como resultado, tiene habitaciones construidas en diferentes estilos arquitectónicos, por lo que ahora la mezquita representa una historia condensada de la arquitectura de Irán.

## Galería de imágenes

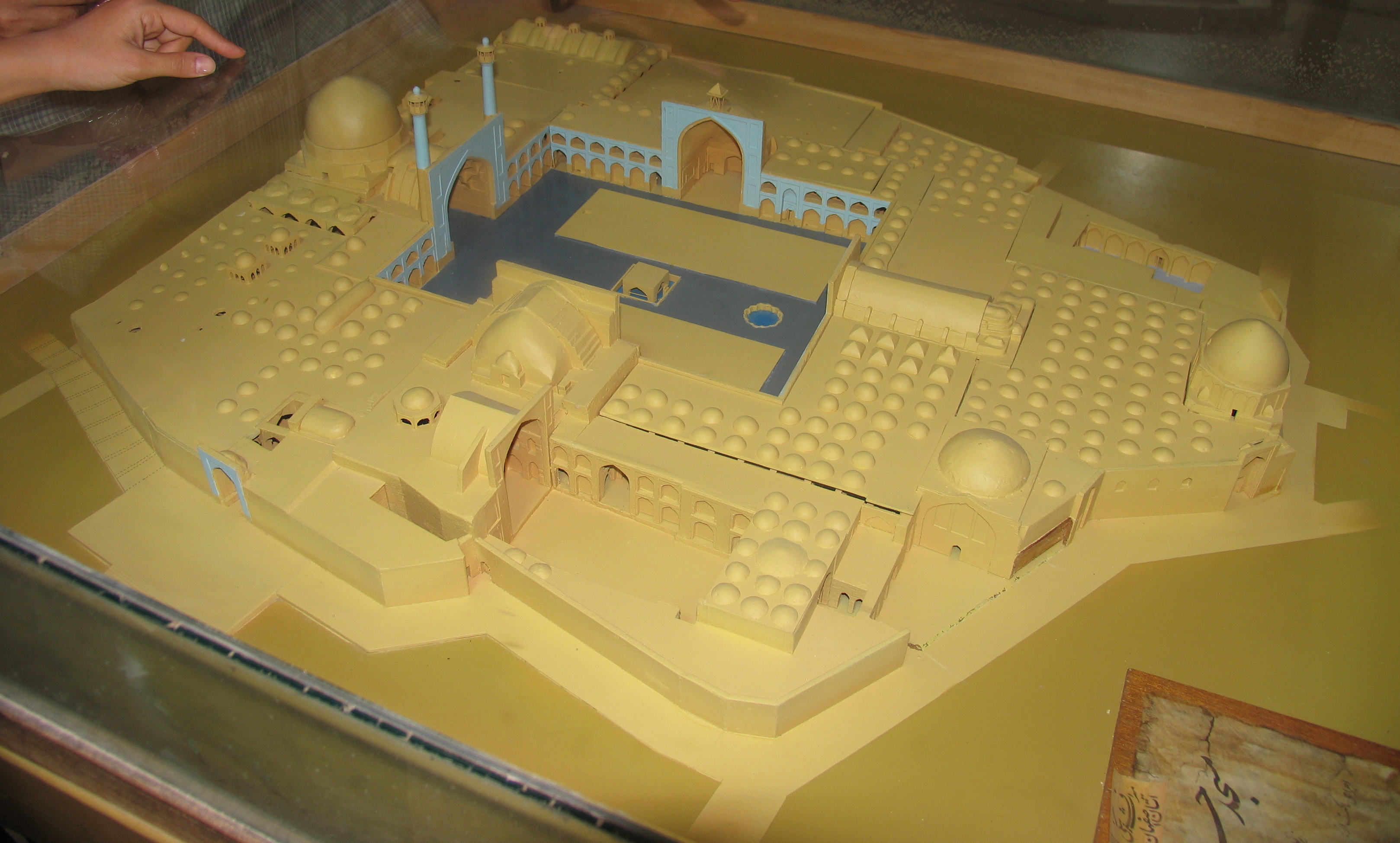
Maqueta a escala de la mezquita.
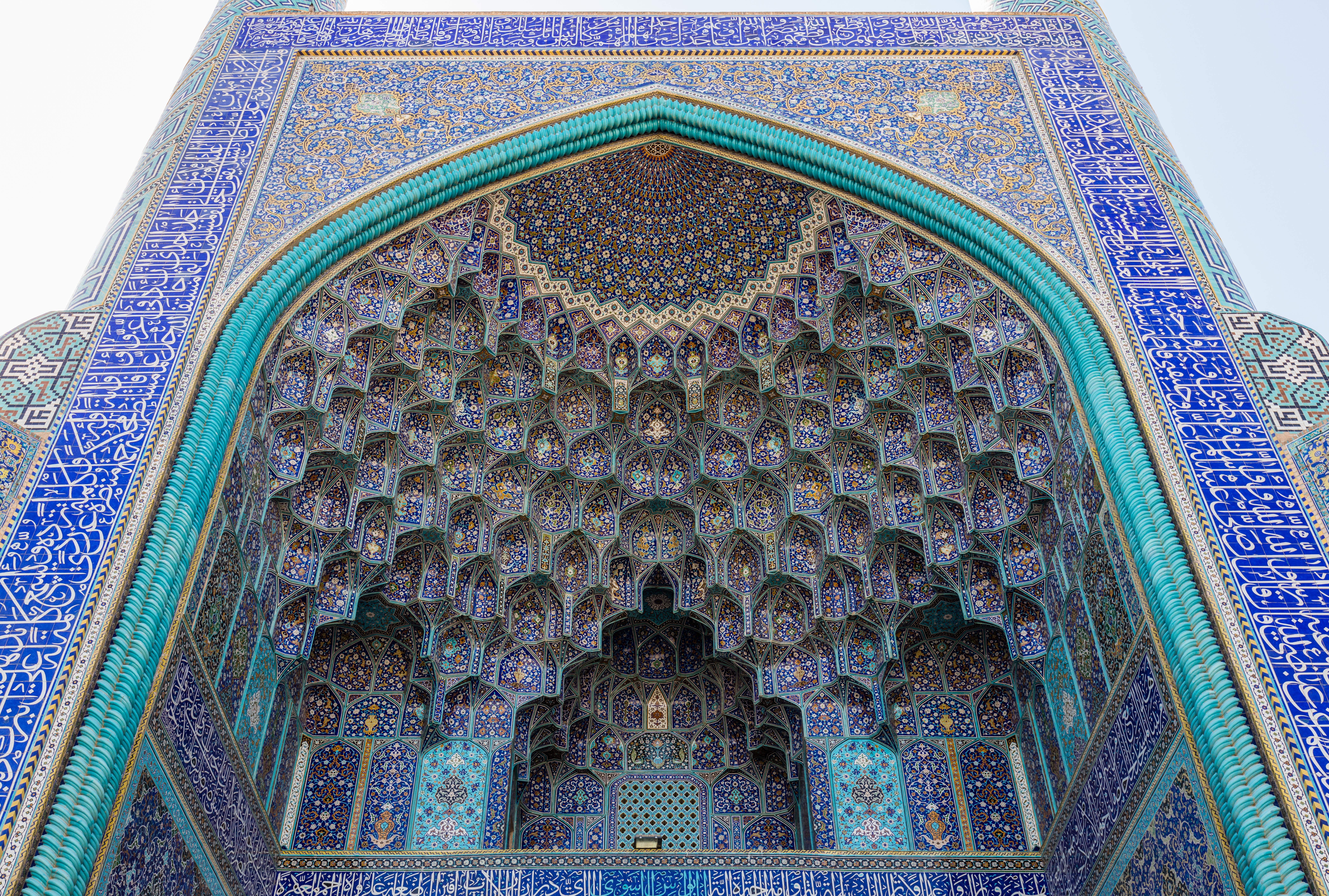
Detalle de tejas y ladrillo del iwan.
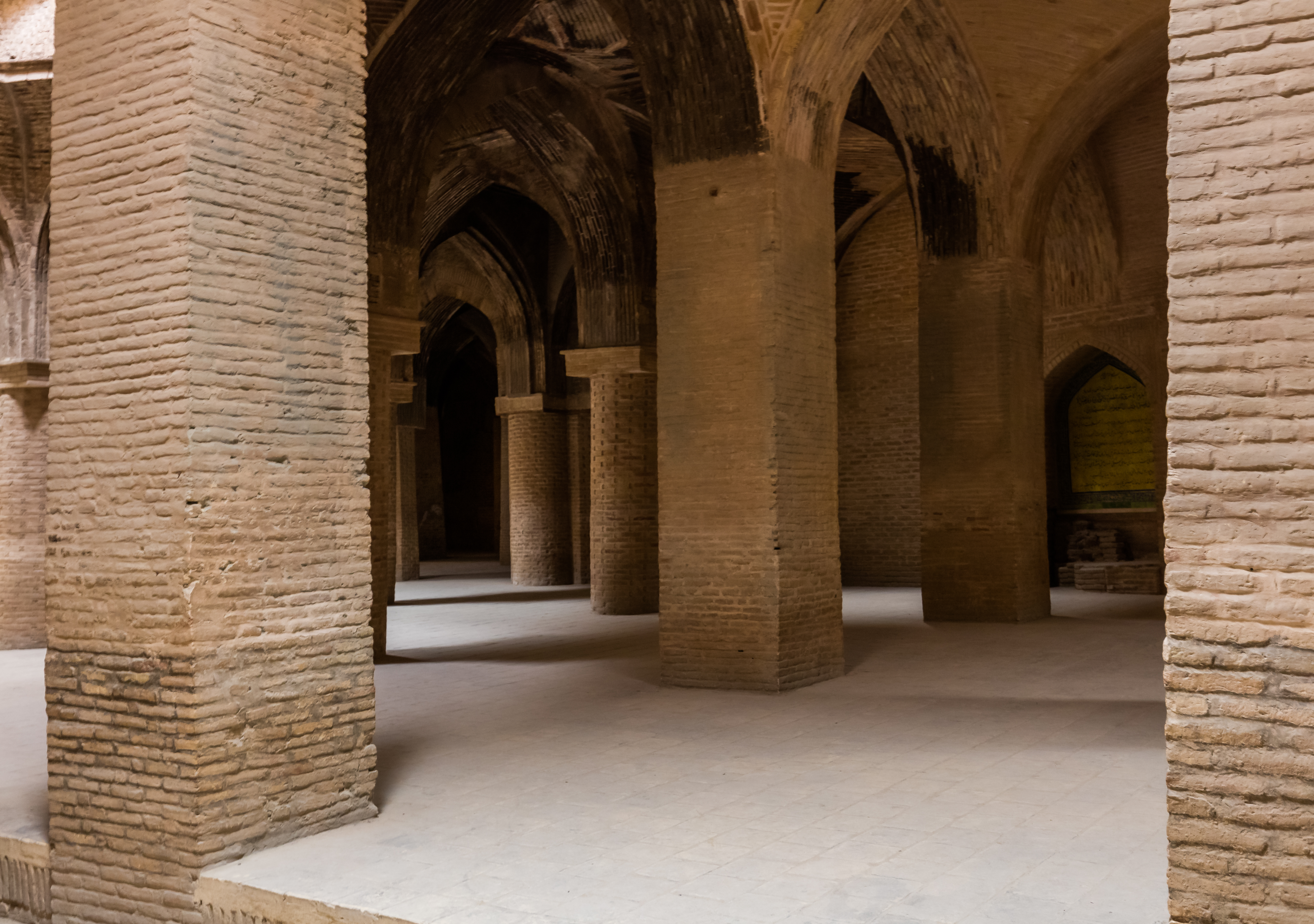
Columnas y bóvedas en el área hipóstila.
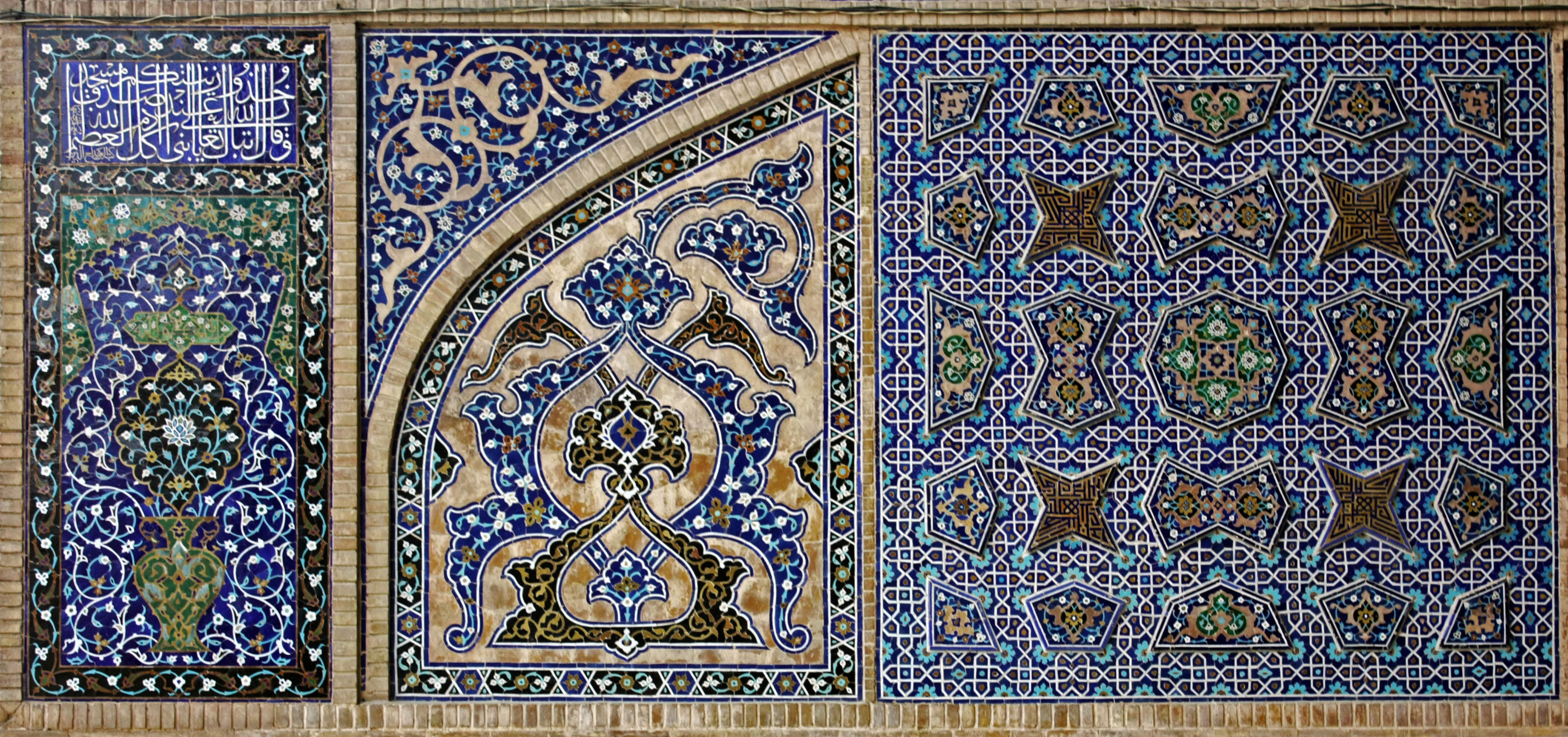
Caligrafía en el iwan occidental.
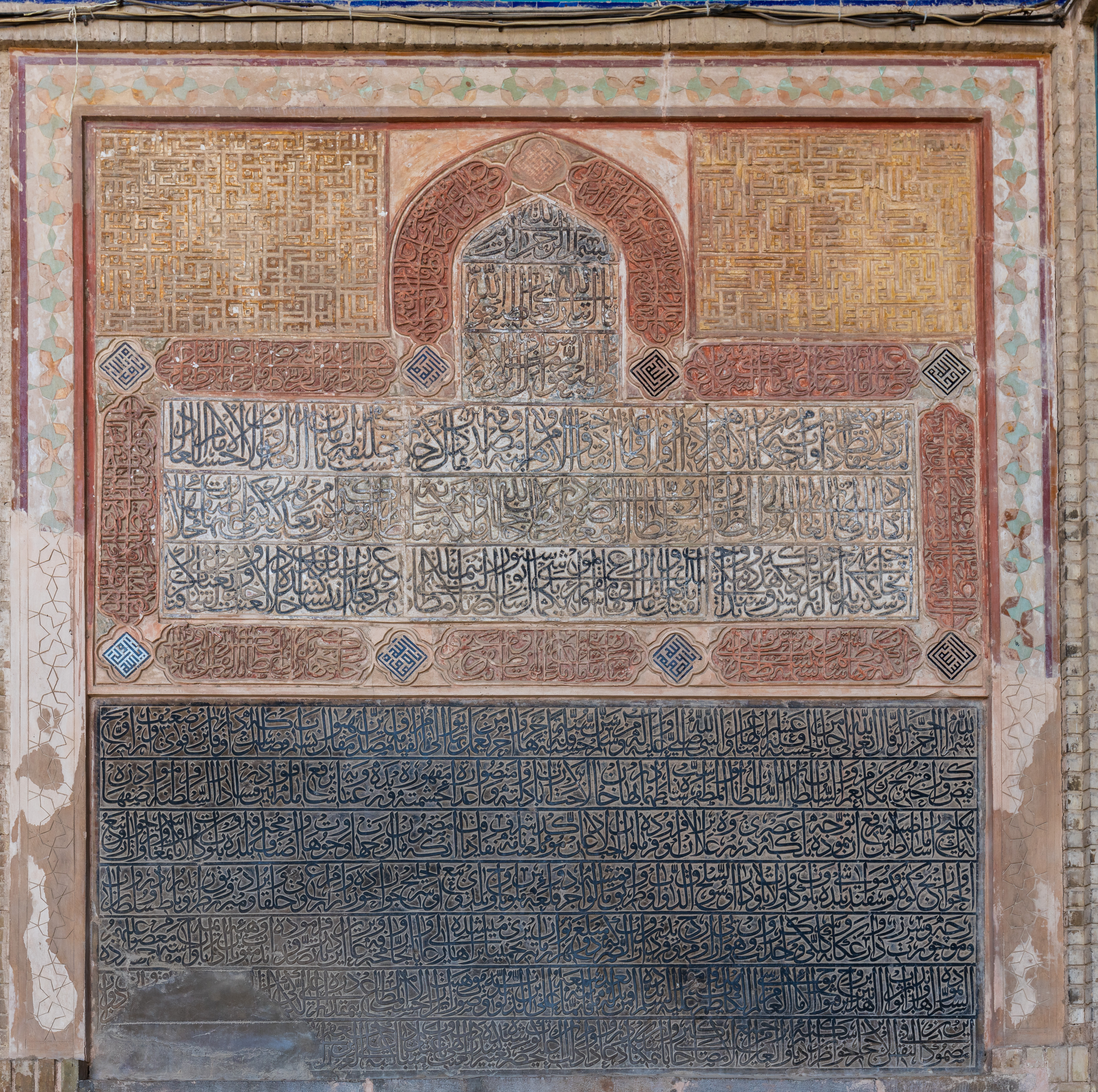
Detalle de inscripciones.
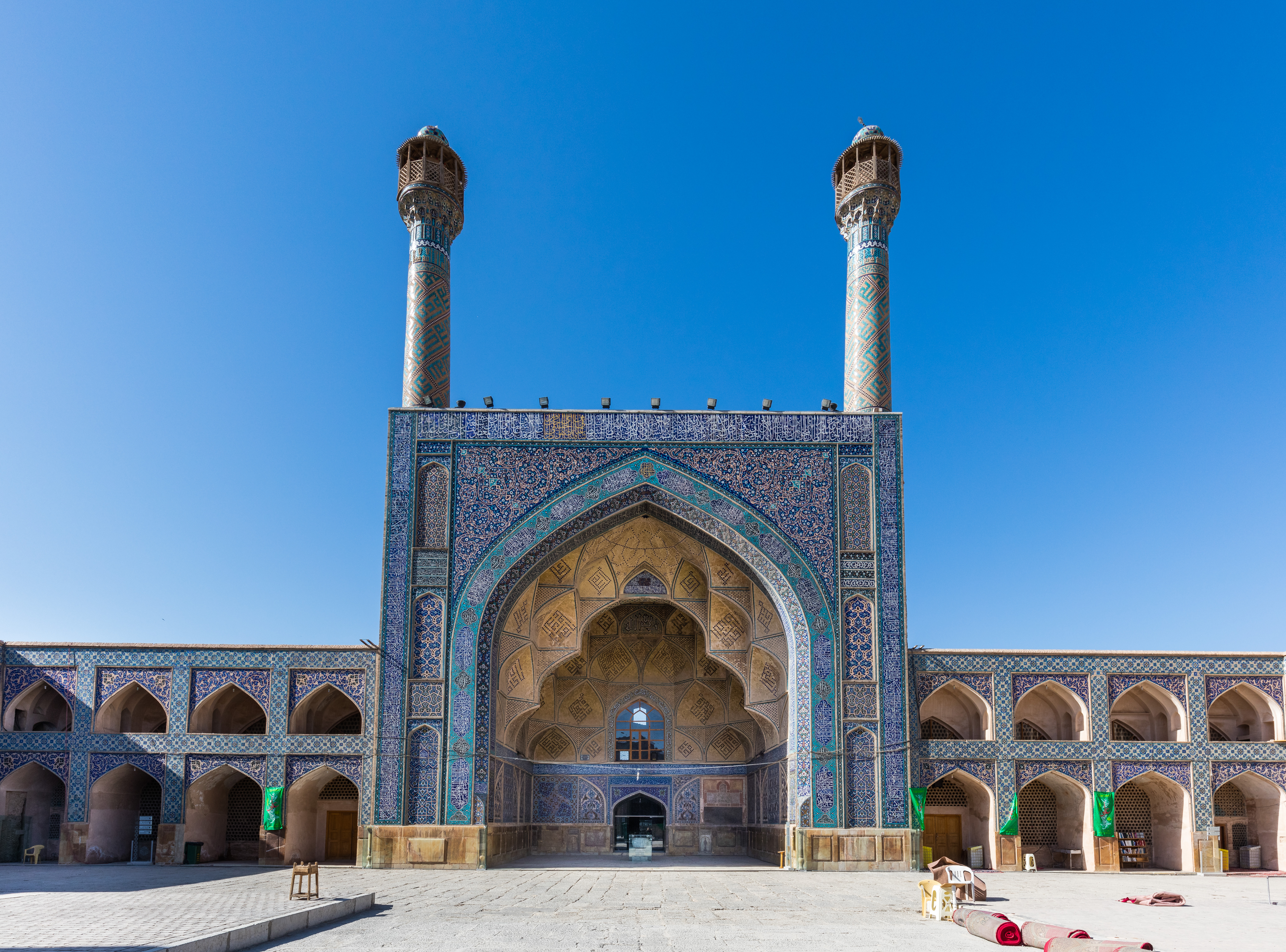
Primer plano del iwan meridional.
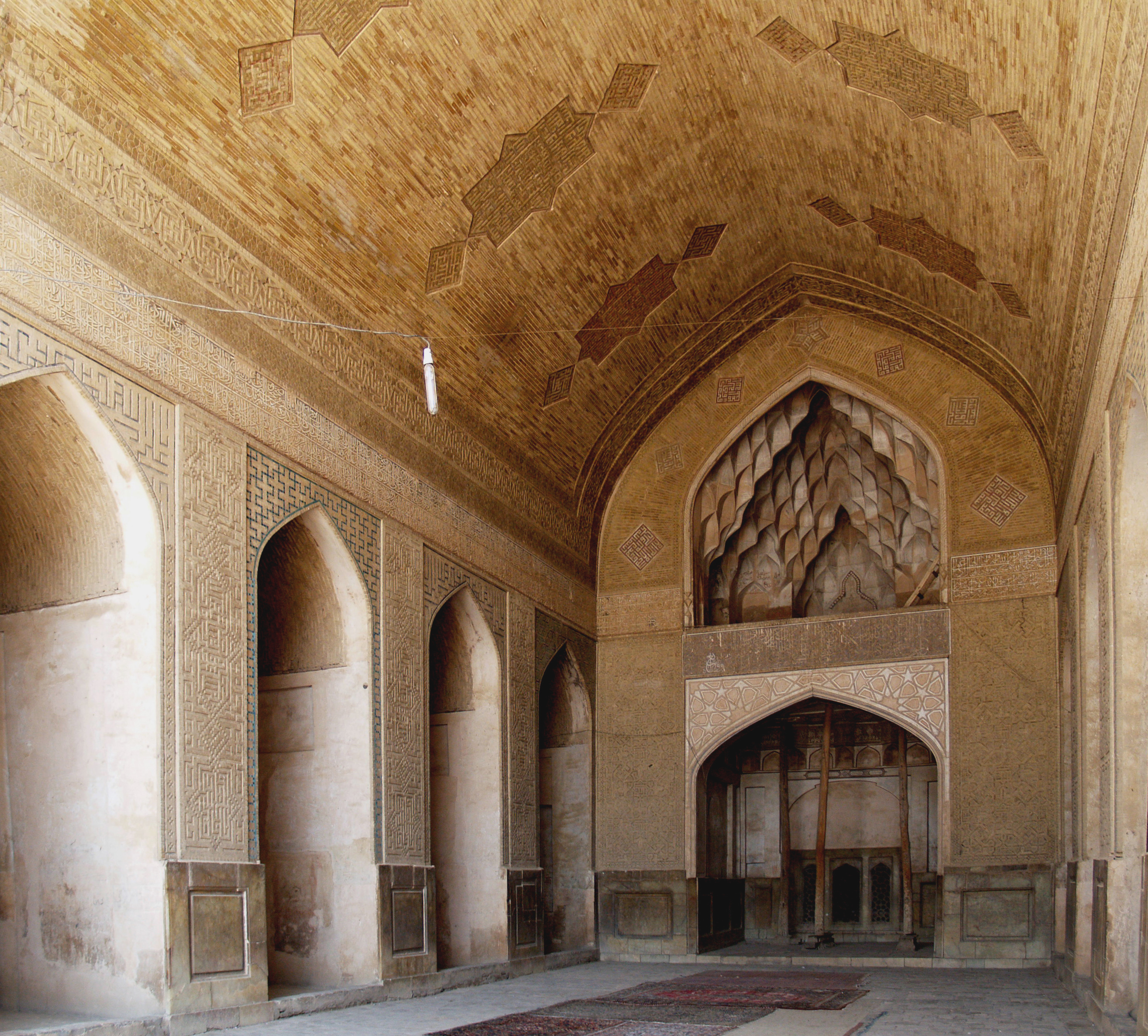
Sala de oraciones, construida durante la época elyúcida.
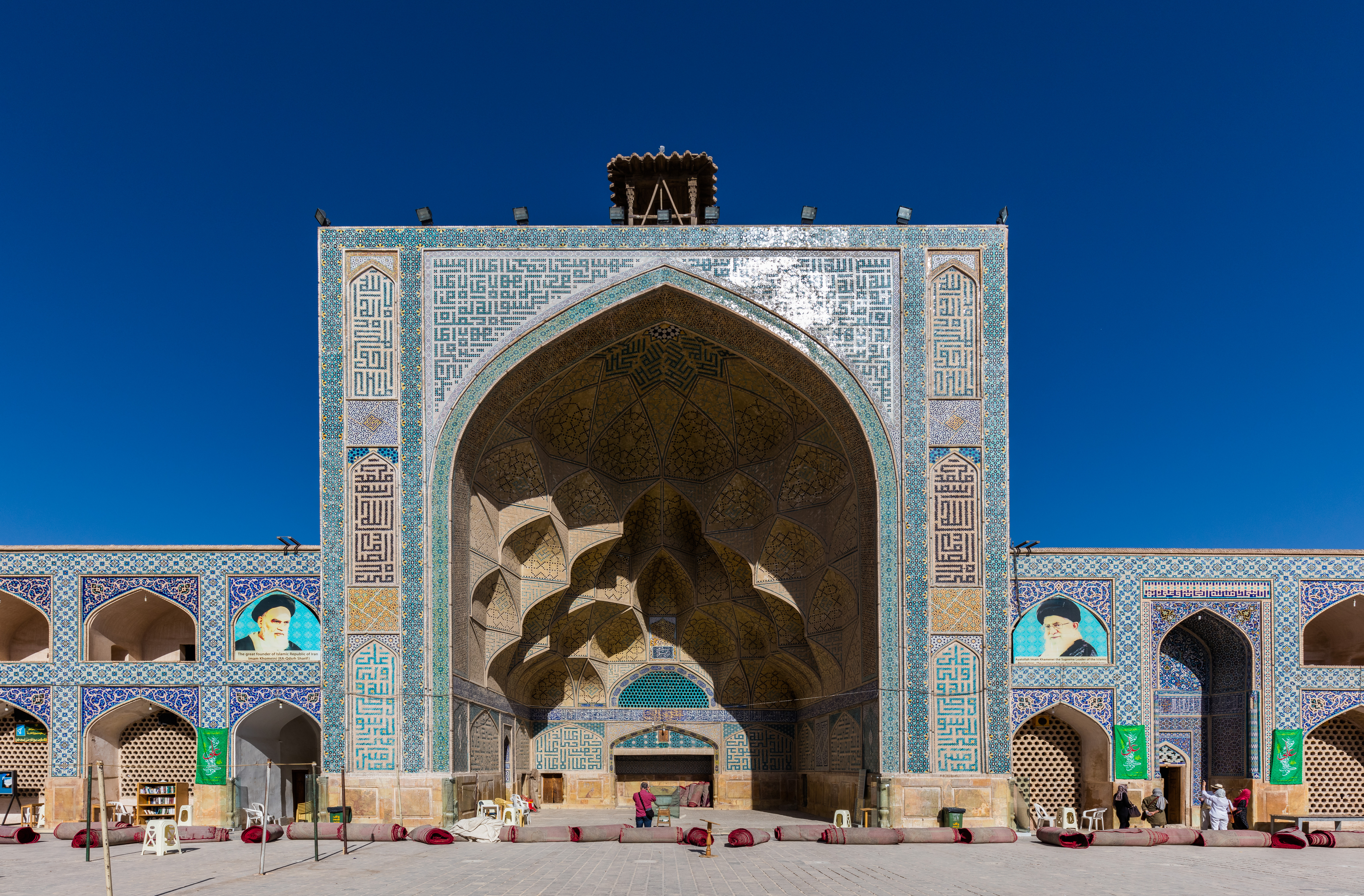
Iwan meridional visto desde la arcada norte.
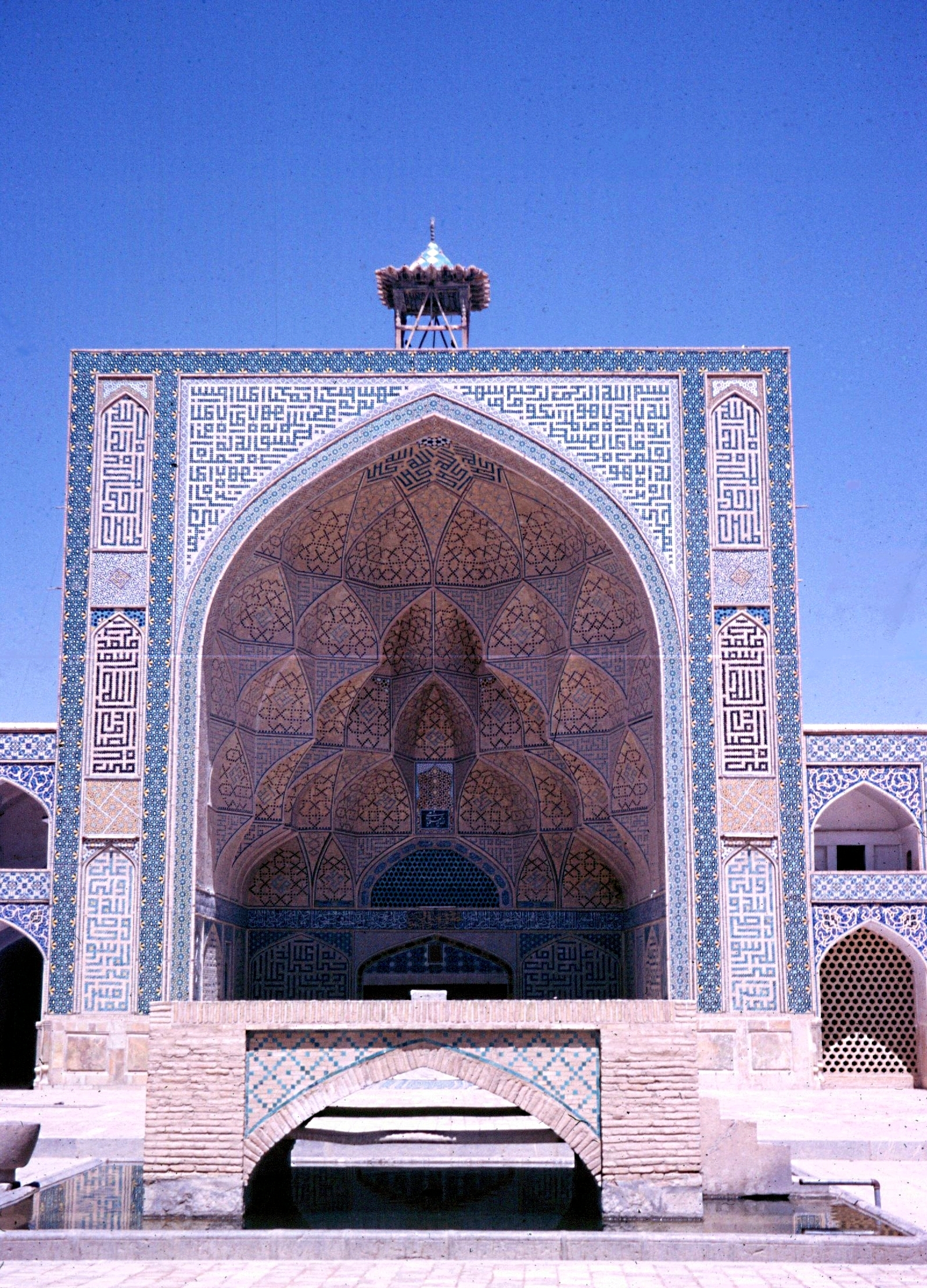
Fotografía de 1962 del iwan occidental.
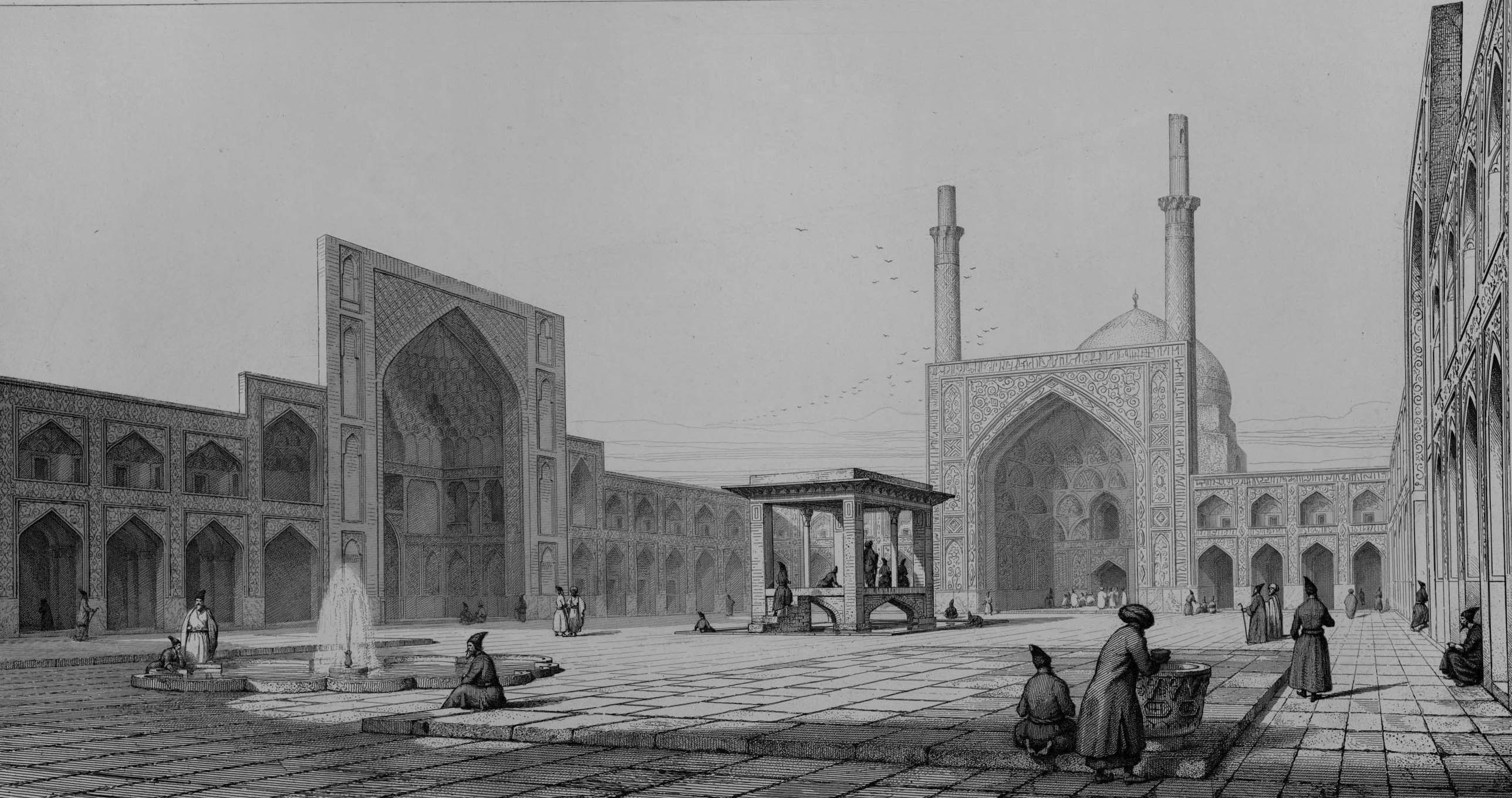
En 1840.
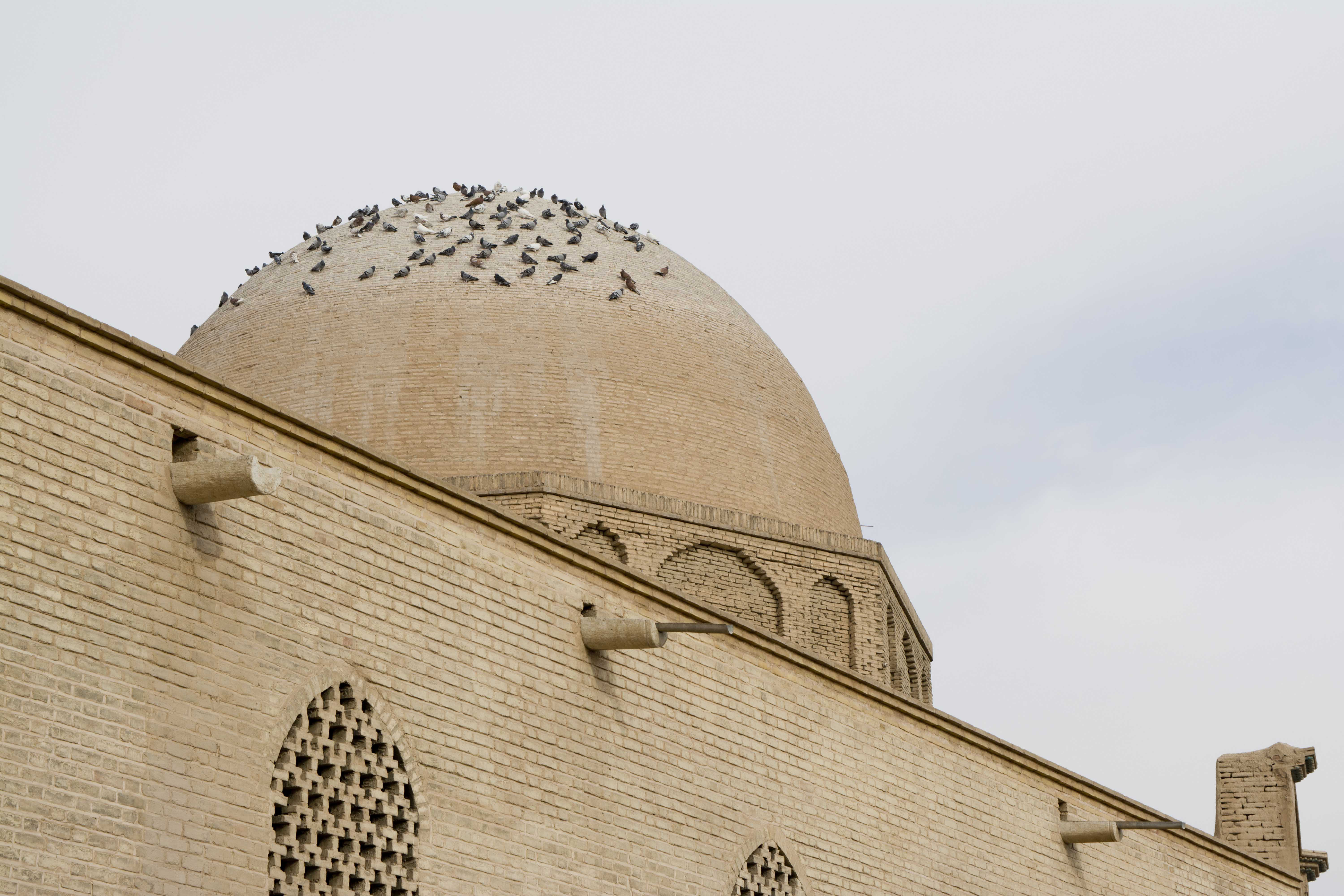
Perspectiva exterior de la cúpula norte.
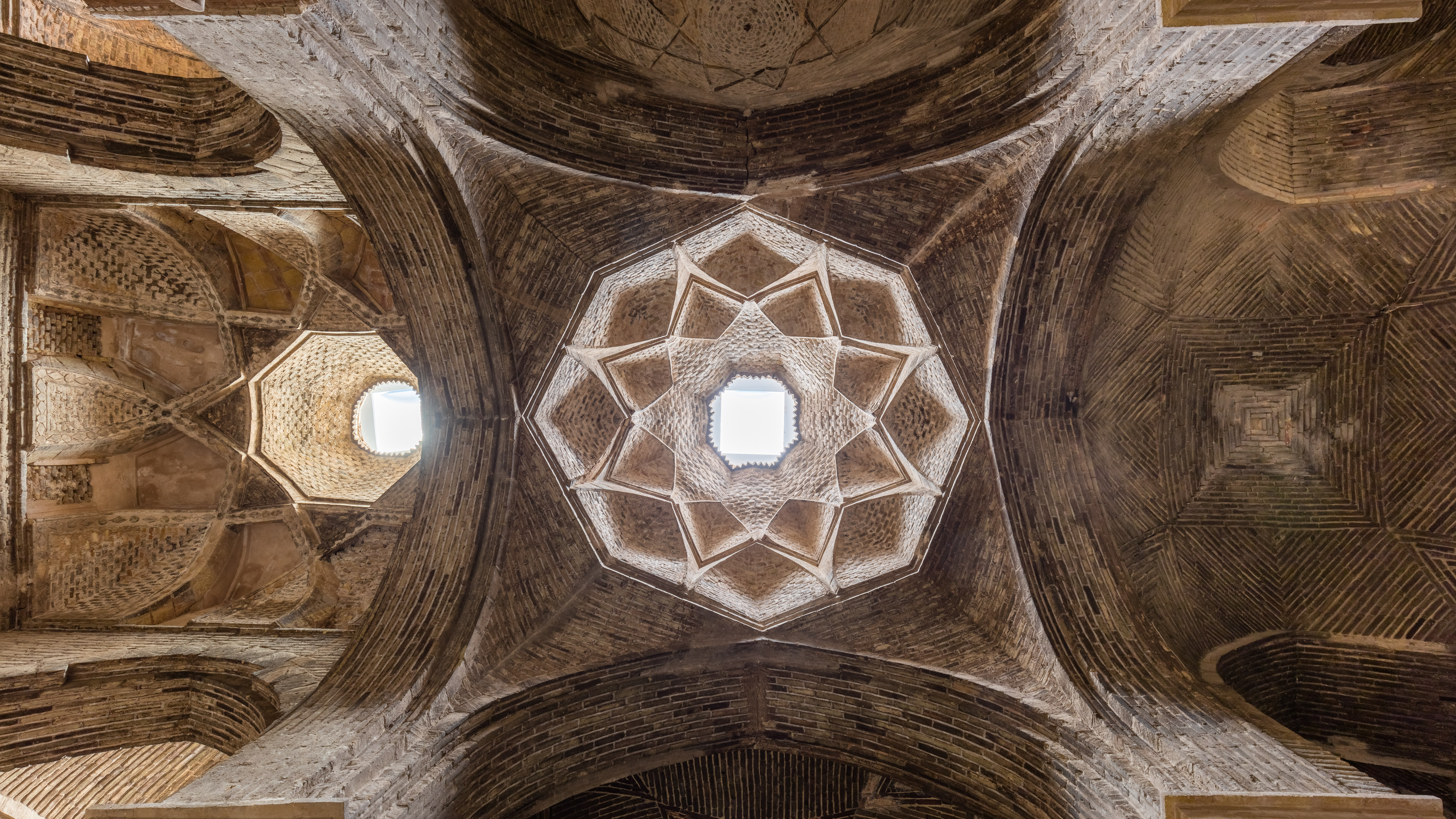
Shabistan septentrional.
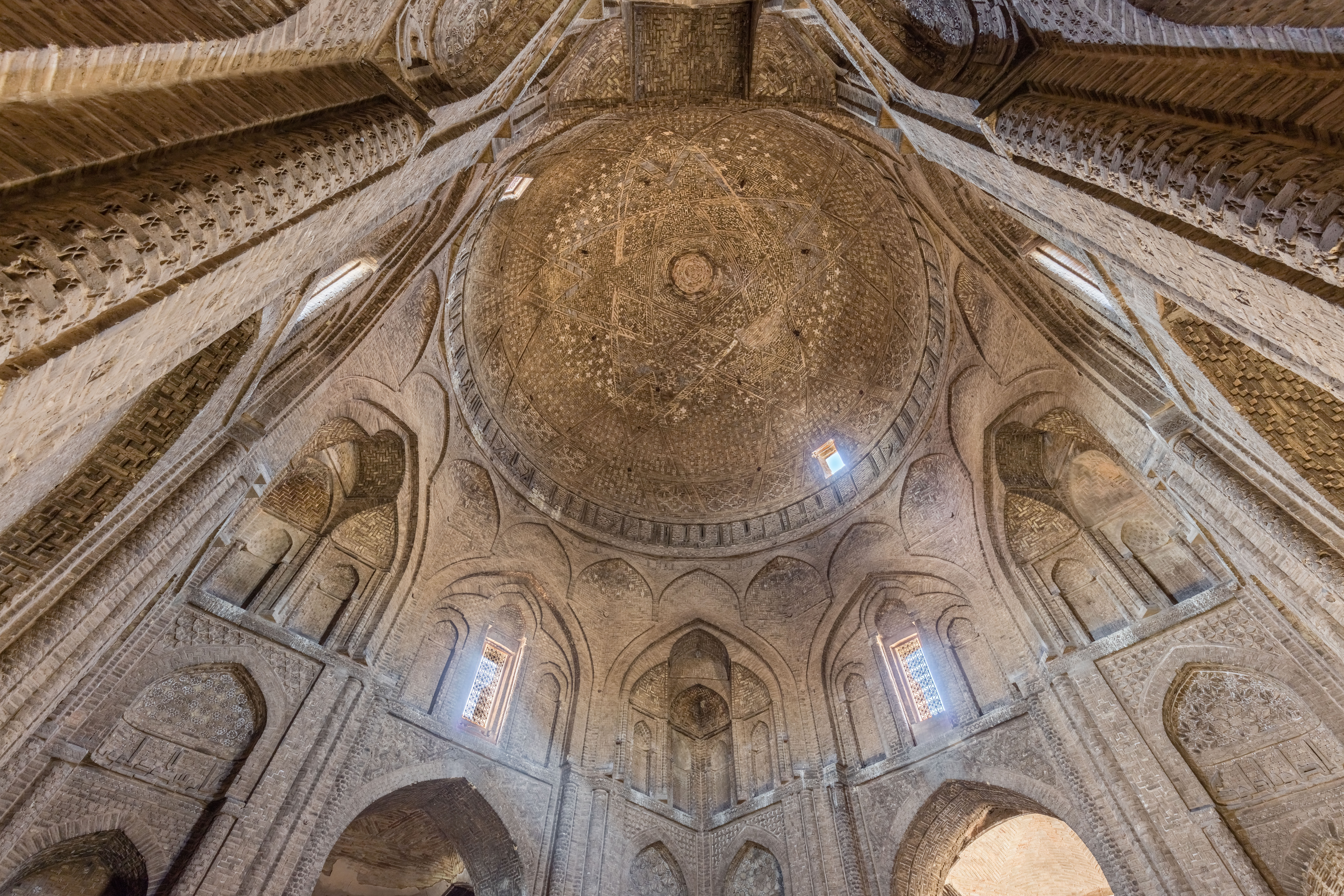
Perspectiva interior de la cúpula norte.
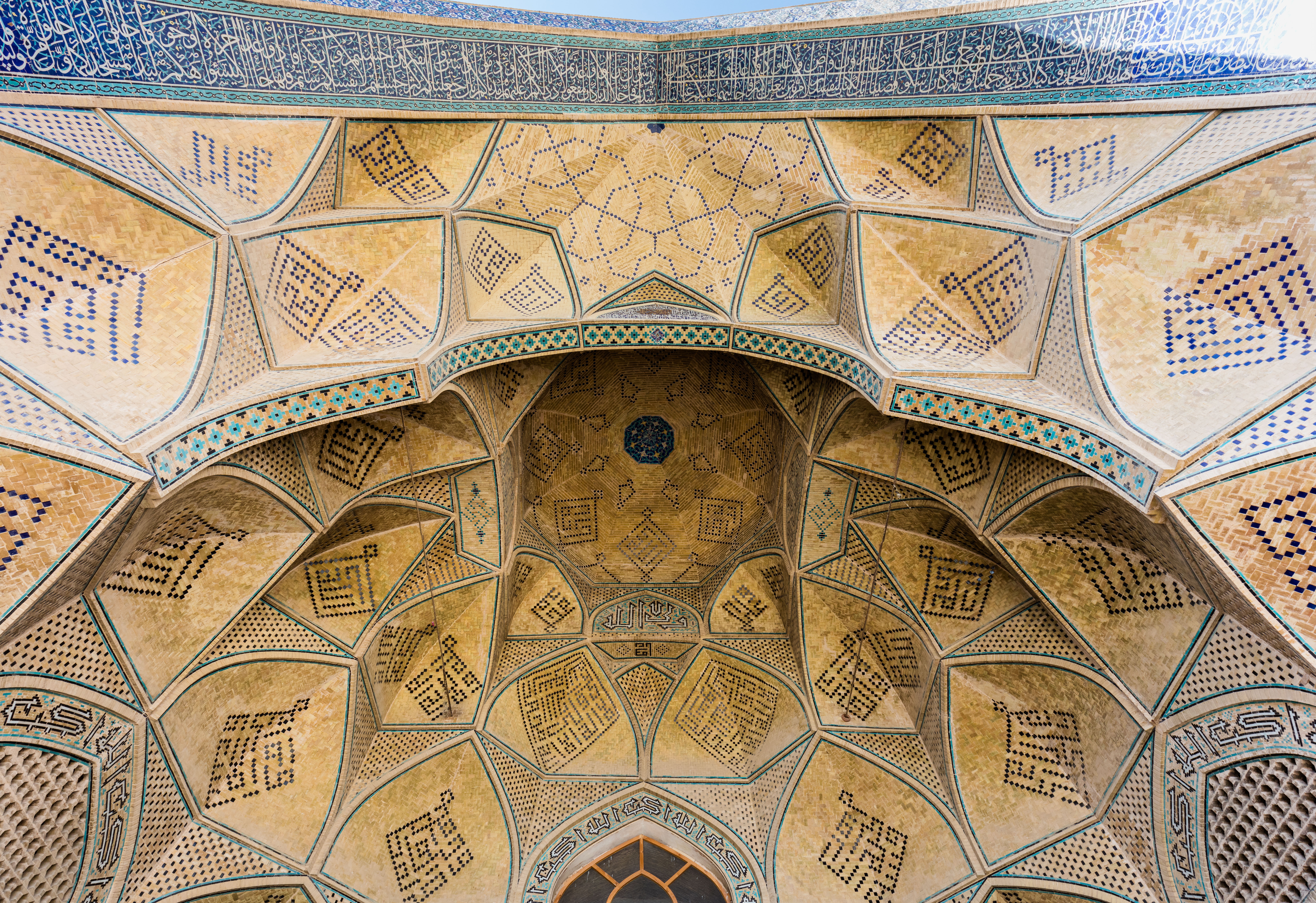
Mocárabe.